# Wilbury House
Wilbury House è un edificio storico che si trova a Newton Tony, centro poco lontano da Salisbury nella contea del Wiltshire, Sud Ovest dell'Inghilterra, Regno Unito. La struttura, che risale all'inizio del XVIII secolo, viene considerata un monumento classificato di primo grado per il suo particolare interesse storico e architettonico.

## Storia
L'edificio in stile neo palladiano che ci è pervenuto risale al 1710 ed ha caratteristiche che lo collegano all'opera dei Lanes of Tisbury. Dopo anni di abbandono sono iniziati importanti lavori di restauro nel XXI secolo. La casa venne descritta nel Vitruvius Britanicus di Colen Campbell e probabilmente la sua costruzione è legata allo stesso Colen Campbell che fu assistente di William Benson sino al 1725, quando i lavori furono ultimati. Probabilmente per la sua costruzione fu scelto il sito di una precedente casa costruita da Nathaniel Fiennes per Celia Fiennes. Alcune modifiche importanti vennero apportate attorno al 1770.

## Descrizione
Wilbury House si trova a Newton Tony, centro a nord est di Salisbury nella contea del Wiltshire, Sud Ovest dell'Inghilterra, Regno Unito. Il palazzo non è di grandi dimensioni e si fonda un su basamento in pietra rustica e conci rispettando il modello di alcune ville palladiane italiane. La pianta è rettangolare, il tetto in ardesia. L'interno è classicheggiante con sala assiale e grande salone ad angolo retto contenente l'ingresso nord, e fiancheggiata da scale. Le camere da letto e le stanze di ritiro sono poste lateralmente. Il progetto originale pubblicato in Vitruvius
Britannicus fu probabilmente modificato durante la costruzione che divenne a due piani
oltre il seminterrato, con sette campate di finestre. Le tre finestre centrali hanno un ampio portico tetrastilo corinzio con scalinata che ricorda villa Foscari detta La Malcontenta. Il fregio sulla facciata è a tutta lunghezza e scanalato. All'interno è interessante il soffitto con elemento ovale centrale e bordo nel salone. La struttura nel suo parco conserva due grotte del XVIII secolo. Una grotta di selce antica è situata all'interno di un tumulo circondato da boschi naturali. Il tempio ottagonale si trova sopra una grotta di selce più piccola.

## Monumento classificato
Wilbury House dal 10 gennaio 1953 viene giudicata una struttura di particolare interesse storico e architettonico in Inghilterra o Galles, classificata come monumento di primo grado, e dal 31 agosto 1987 anche il parco attorno è giudicato bene classificaco come monumento di secondo grado.